# جي ما
جي ما (بالصينية: 马捷) هو موسيقي صيني، ولد في 21 أكتوبر 1978 في لانتشو في الصين.